# Narodni muzej Capodimonte
Narodni muzej Capodimonte (Museo di Capodimonte) je umetnostni muzej v palači Capodimonte, veliki burbonski palači v Neaplju v Italiji, ki jo je zasnoval Giovanni Antonio Medrano. Muzej je glavni repozitorij neapeljskega slikarstva in dekorativne umetnosti, z več pomembnimi deli iz drugih italijanskih slikarskih šol in nekaterimi pomembnimi starorimskimi skulpturami. Je eden največjih muzejev v Italiji. Muzej je bil slovesno odprt leta 1957.

## Zgodovina
Ogromna zbirka muzeja sega v leto 1738. Tega leta se je neapeljski in sicilski kralj Karel VII. (kasneje Karel III. Španski) odločil, da bo zgradil lovsko kočo na hribu Capodimonte, nato pa se je odločil, da bo namesto tega zgradil veliko palačo, deloma zato, ker je bila njegova obstoječa rezidenca, palača Portici, premajhna, da bi sprejela njegov dvor, in deloma zato, ker je potreboval nekje za čudovito Farnesejevo zbirko , ki jo je imel je podedoval po svoji materi, Elisabetti Farnese, zadnji potomki suverene vojvodske rodbine Parme.
Z leti se je palača povečala in napolnila z več umetnosti. Leta 1787 je bil po nasvetu Jacoba Philippa Hackerta ustanovljen laboratorij za restavriranje slik.
Ko je bila leta 1799 razglašena Partenopejska republika, je kralj Ferdinand IV. pobegnil v Palermo na krovu Nelsonovega Vanguarda in s seboj vzel najdragocenejše predmete iz muzeja. Kar je ostalo, so izropali francoski vojaki generala Jeana Étienna Championneta, ki so bili tam nastanjeni med kratkim življenjem republike leta 1799. Kasneje, v devetih letih ponovne francoske okupacije (1806 do 1815), je bila umetniška zbirka prenesena v Neapeljski nacionalni arheološki muzej. Ko se je kralj Ferdinand leta 1815 vrnil s Sicilije, je za prenovo palače zaposlil številne slikarje in kiparje. Končno je bil dokončan leta 1840 in dodana je bila galerija s sodobno umetnostjo.
Potem ko je palača leta 1861 prešla v last Savojcev, so bili umetniškim zbirkam dodana nadaljnja dela, Domenico Morelli pa imenovan za svetovalca za nove pridobitve. Dodali so tudi obsežno zbirko zgodovinskega strelnega in drugega orožja. Leta 1866 je bil boudoir Marije Amalije Saške prenesen v Capodimonte iz palače Portici, leta 1877 pa so iz rimske vile na Capriju prinesli marmorna tla iz rimske dobe.
Po koncu monarhije je palača leta 1950 postala zgolj narodni muzej, pri čemer so bili številni eksponati vrnjeni iz Narodnega arheološkega muzeja.

## Zbirka
V prvem in drugem nadstropju je Galleria Nazionale (Narodna galerija) s slikami iz 13. do 18. stoletja, vključno z glavnimi deli Caravaggia, Rafaela, Tiziana, El Greca, Giovanni Bellinija, Simone Martinija, Masaccia, Lorenza Lotta, Giorgia Vasarija, Jacoba Philippa Hackerta in mnogih drugih. Muzej je daleč najboljše mesto za ogled slik neapeljske šole, ki jih širši svet pogosto premalo ceni, z velikimi zalogami Jusepeja de Ribere, Luce Giordana, neapeljskih caravaggistov in mnogih drugih. Velik del pritličja zavzema del veličastne Farnesejeve zbirke klasične, večinoma rimske spomeniške skulpture, ki je ohranjena tukaj in v neapeljskem nacionalnem arheološkem muzeju večinoma nedotaknjena.
Drugod v palači so kraljevi apartmaji opremljeni s starinskim pohištvom iz 18. stoletja ter zbirko porcelana in majolike iz različnih kraljevih rezidenc.
Leta 2022 je trgovka z umetninami Lia Rumma italijanski vladi podarila več kot 70 del 30 uglednih italijanskih umetnikov – vključno z Vincenzom Agnettijem, Giovannijem Anselmom, Enricom Castellanijem, Lucianom Fabrom in Michelangelom Pistolettom ter drugimi – za razstavo v Museo di Capodimonte.

## Galerija
- Toulouški oltar, Simone Martini, ok. 1317
- Križanje iz Oltarja iz Pise, Masaccio, ok. 1426
- Portret Francesca Gonzage Andrea Mantegna, ok. 1461
- Botticellijeva Madona z otrokom in dva angela, ok. 1470
- Mizantrop, Pieter Bruegel starejši, ok. 1568
- Portret kardinals Alessandrs Farnesejs, Rafael, ok. 1509–1511
- Slepec vodi slepe, Pieter Bruegel starejši, ok. 1568
- Antea, Parmigianino, ok. 1524–1527
- Portret Galeazzo Sanvitale, Parmigianino, ok. 1524
- Izbira Herkula Annibale Carracci, ok. 1596
- Papež Pavel III. in njegovi vnuki, Tizian, ok. 1546
- Bičanje, Caravaggio, ok. 1607–1608
- Madona z otrokom in sv. Petrom mučencem, Lorenzo Lotto, ok. 1503
- Baroncijev oltar, Ragael, ok. 1500–1501
- Sveta družina s sv. Janezom, Parmigianino, ok. 1528
- Lukreciia, Parmigianino, ok. 1540
- Deček, ki piha v žerjavico, da bi prižgal svečo, El Greco, ok. 1570–1572
- Portret Giulio Clovio, El Greco, 1571
- Marija Magdalena, Tizian, ok. 1550
- Danaa, Tizian, ok. 1545
- Oznanjenje, Tizian, ok. 1557
- Portret papeža Pavla III., Tizian, ok. 1543
- Portret kardinala Alessandra Farneseja, Tizian, ok. 1545–1546
- Dobrodelnost, Bartolomeo Schedoni, ok. 1611
- Ferdinando IV in njegova družina, Angelica Kauffman, ok. 1783
- Mistična poroka sv. Katarine, Correggio, ok. 1520
- Slava Marije Magdalne, Giovanni Lanfranco, ok. 1616